# Гвалдо (Ферара)
Гвалдо (итал. Gualdo) је насеље у Италији у округу Ферара, региону Емилија-Ромања.
Према процени из 2011. у насељу је живело 382 становника. Насеље се налази на надморској висини од 4 м.